# Klea Huta
Klea Huta (* 12. Juli 1993 in Tirana) ist eine albanische Schauspielerin, Sängerin und Moderatorin.

## Biografie
Huta wurde am 12. Juli 1993 in Tirana geboren. Sie studierte an der Akademia e Arteve. Bei der Fußball-Europameisterschaft 2012 war sie als Sportjournalistin engagiert. 2013 moderierte sie das beliebte albanische Musikfestival Top Fest. Im Dezember 2013 leitete Huta zusammen mit Enkel Demi das Finale von Festivali i Këngës.
Ihr Debüt als Schauspielerin gab Huta 2014 in der Serie Milenium. Danach bekam sie 2019 in Familja Kuqézi eine Hauptrolle. Unter anderem trat sie 2021 in H.O.T. Human of Tirana auf.
2016 trat sie zusammen mit der Band Alar in der Music-Show Kënga Magjike an. Außerdem brachte Huta die Alben Bla bla bla, Dike si ti und 4 raus.

## Filmografie
Serien
- 2014: Milenium
- 2019: Familja Kuqézi
- 2021: H.O.T. Human of Tirana

## Diskografie

### Alben
- 2019: Bla bla bla
- 2021: Dike si ti
- 2023: 4